# Wybory parlamentarne w Holandii w 2003 roku

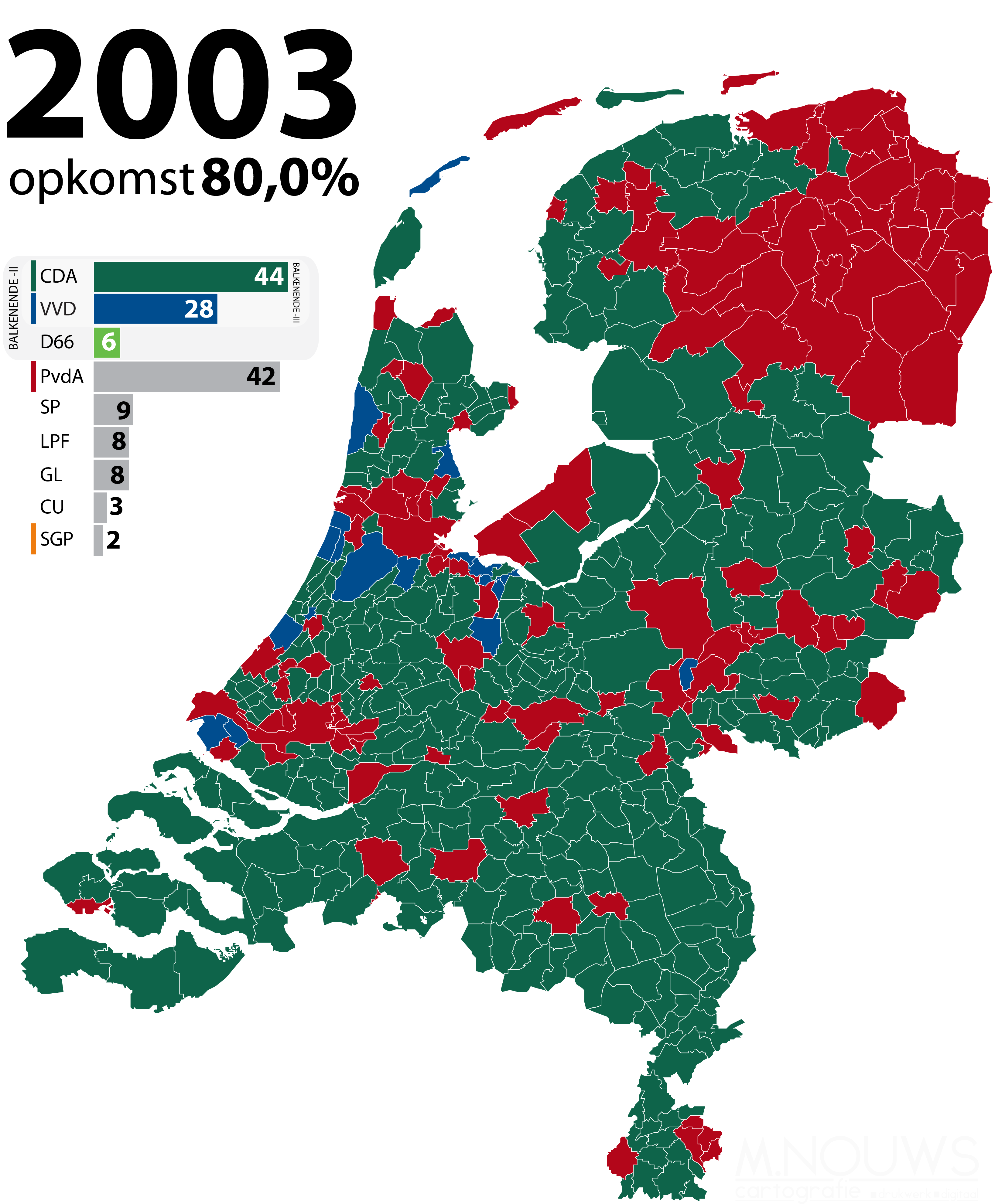
Wybory 2003, wyniki w gminach. Zielonym kolorem zaznaczono miejsca, w których zwyciężył CDA, czerwonym PvdA, niebieskim VVD

Wybory parlamentarne w Holandii w 2003 roku zostały przeprowadzone 22 stycznia 2003. Były to wybory przedterminowe, przeprowadzone osiem miesięcy po poprzednich wyborach. Odbyły się z uwagi na dymisję pierwszego rządu Jana Petera Balkenende spowodowaną problemami z populistyczną partią koalicyjną Listą Pima Fortuyna. W ich wyniku Holendrzy wybrali 150 posłów do Tweede Kamer, niższej izby Stanów Generalnych. Wybory zakończyły się zwycięstwem rządzącego Apelu Chrześcijańsko-Demokratycznego, co pozwoliło jego liderowi na utworzenie drugiego gabinetu z udziałem Partii Ludowej na rzecz Wolności i Demokracji i Demokratów 66.
Frekwencja wyborcza wyniosła około 80%.

## Wyniki wyborów
| Partia                                       | Lijsttrekker           | Głosy     | %    | Mandaty | Zmiana |
| -------------------------------------------- | ---------------------- | --------- | ---- | ------- | ------ |
| Apel Chrześcijańsko-Demokratyczny            | Jan Peter Balkenende   | 2 763 480 | 28,6 | 44      | +1     |
| Partia Pracy                                 | Wouter Bos             | 2 631 363 | 27,3 | 42      | +19    |
| Partia Ludowa na rzecz Wolności i Demokracji | Gerrit Zalm            | 1 728 707 | 17,9 | 28      | +4     |
| Partia Socjalistyczna                        | Jan Marijnissen        | 609 723   | 6,3  | 9       | –      |
| Lista Pima Fortuyna                          | Mat Herben             | 549 975   | 5,7  | 8       | –18    |
| GroenLinks                                   | Femke Halsema          | 495 802   | 5,1  | 8       | –2     |
| Demokraci 66                                 | Thom de Graaf          | 393 333   | 4,1  | 6       | –1     |
| ChristenUnie                                 | André Rouvoet          | 204 649   | 2,1  | 3       | –1     |
| Polityczna Partia Protestantów               | Bas van der Vlies      | 150 305   | 1,6  | 2       | –      |
| Partia na rzecz Zwierząt                     | Marianne Thieme        | 47 754    | 0,5  | 0       | –      |
| Leefbaar Nederland                           | Haitske van de Linde   | 38 894    | 0,4  | 0       | –2     |
| Pozostałe                                    | Pozostałe              | 40 149    | 0,3  | 0       | –      |
| Głosy nieważne i puste                       | Głosy nieważne i puste | 12 127    | –    | –       | –      |
| Razem                                        | Razem                  | 9 666 602 | 100  | 150     | 0      |